# Frederic Armangué i Feliu
Frederic Armangué i Feliu   (Barcelona, 24 de gener de 1894 - Neckargerach, 10 de gener de 1945), conegut com a Fric Armangué, fou un pilot d'automobilisme i empresari català. Germà de Josep Maria Armangué i Feliu i Antoni Armangué i Feliu, i cosí de Lluís Armangué i Ferrer, amb qui participà en la fundació de l'empresa fabricant d'autocicles David, Fric fou una figura destacada en el desenvolupament de l'automobilisme català durant les dècades de 1910 i 1920.
Membre del RACC, del RMCC i de la Penya Rhin, fou un dels promotors i el director de les obres de l'Autòdrom de Sitges-Terramar (inaugurat en setembre de l'any 1923). Per tal d'endegar el seu projecte, fundà la Societat Autódromo Nacional, SA, en promogué la construcció i hi organitzà les primeres curses.

## Èxits esportius
El 4 de juny de 1916 guanyà, com a copilot, amb el seu cosí Lluis Armangué i Ferrer de pilot, amb un dels seus autocicles David, la cursa Barcelona-Madrid-Barcelona, organitzada pel Reial Moto Club de Catalunya, amb un temps total de 28 hores, 28 minuts i 24 segons. Corregué la cursa fent equip amb el seu cosí Lluís i amb un David dissenyat pel seu germà Josep Maria. El 26 de novembre del mateix any guanyà la Prova del Quilòmetre Llançat, també amb el David.
El 29 de desembre de 1918 guanyà la I Copa Costa de l'Ordal. El 29 d'octubre de 1922 quedà segon en el II Trofeu Armangué.